# 韋采爾鄉

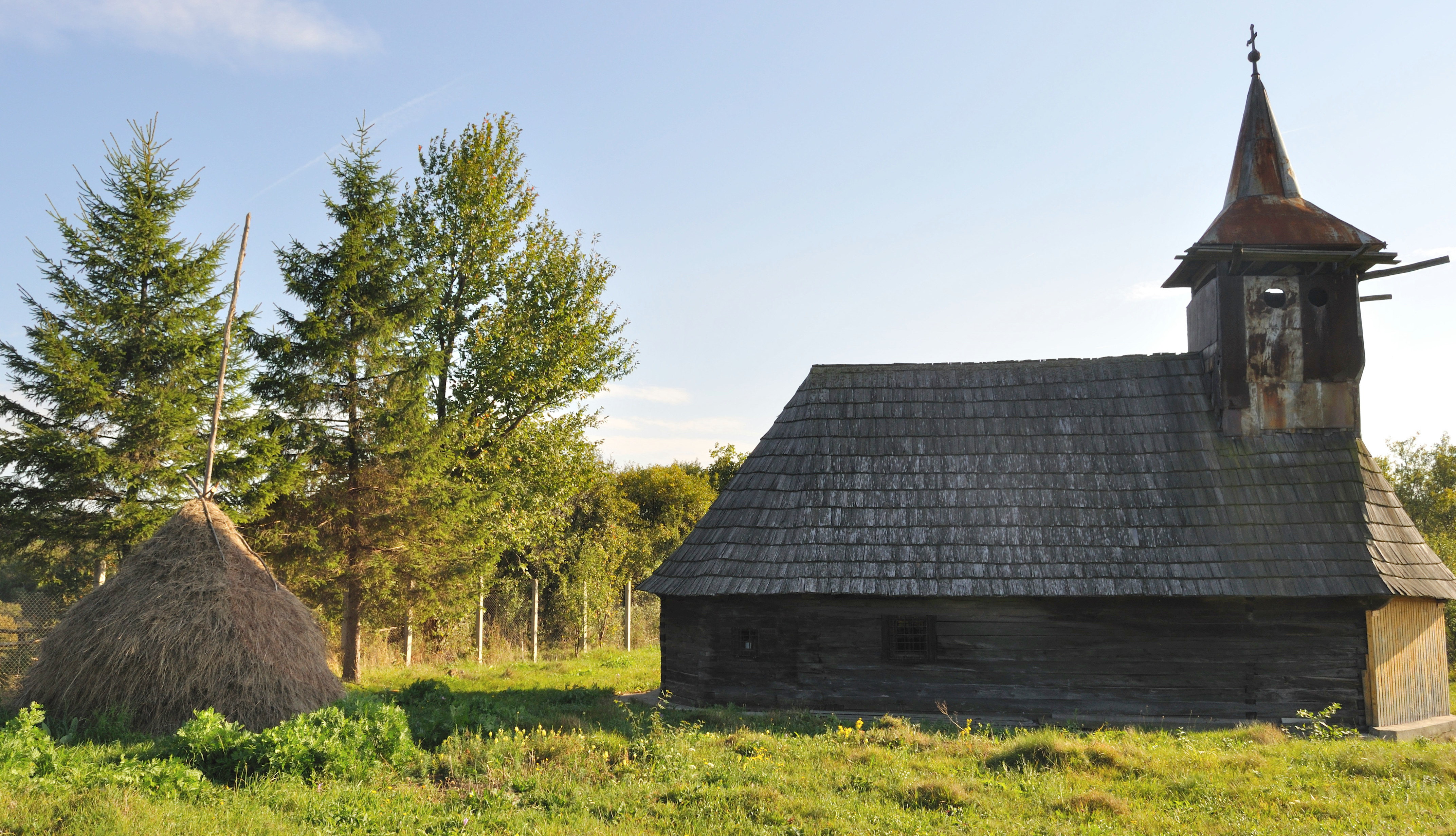

45°54′N 22°49′E / 45.900°N 22.817°E
韋采爾鄉（羅馬尼亞語：Comuna Vețel, Hunedoara），是羅馬尼亞的鄉份，位於該國西部，由胡內多阿拉縣負責管轄，面積114平方公里，海拔高度597米，2007年人口2,529，人口密度每平方公里22人。